# دير الحجر (الوادي الجديد)
دير الحجر هو معبد مصري من الحجر الرملي يرجع إلى العصر الروماني، على الحافة الغربية لواحة الداخلة، على بعد حوالي 10 كم من قصر الداخلة و47 كم من مدينة موط عاصمة مركز الداخلة. كُشف عن المعبد وأُعيد ترميمه وبنائه جزئياً خلال التسعينيات عبر مشروع واحة الداخلة بالتعاون مع المجلس الأعلى للآثار، وهو مفتوح للزوار حالياً، وذلك بعد أن ظل لعدة قرون مطموراً تحت الكثبان الرملية الضخمة التي لا يزال من الممكن رؤيتها في الجنوب. يعد المعبد من بين أصغر المعابد في مصر.

## التسمية
عُرف المعبد عند المصريين القدماء باسم «ست واح» بمعنى موقع الطمأنينة والسكون وسمي لاحقاً دير الحجر نظراً لأن جميع مكوناته مبنية من الحجر الرملى. ولأنه تحول إلى دير قبطي بعد عدة قرون من بنائه.

## نظرة عامة

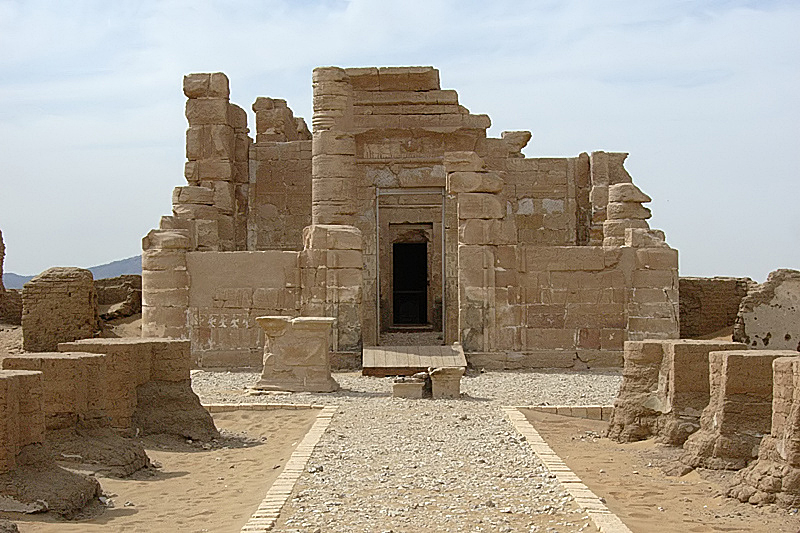
مقدمة الهيكل في معبد دير الحجر

شُيد المعبد في عهد الإمبراطور الروماني نيرون (54-68 م)، وزين في عهد الأباطرة فيسباسيان وتيتوس ودوميتيان. حيث أضاف فيسباسيان (69-79 م)، خليفة نيرون، الزخرفة إلى الحرم، وأضاف تيتوس (79-81 م) الرواق وأخيراً زخرف دوميتيان (81-96 م) بعض المداخل والبوابة الأثرية ويحتوي المعبد على خراطيش للأباطرة الأربعة. ساهم حكام رومانيون آخرون في تزيين المعبد، حيث يرجع تاريخ آخر نقش في المعبد إلى القرن الثالث الميلادي. يحيط بمجمع المعبد سياج حجري محفوظ جيداً من الطوب اللبن حيث لا يزال من الممكن رؤية بعض بقايا الجص المطلي وتبلغ أبعاده 40×80 م. وهناك المزيد من أنقاض المباني الملحقة في المنطقة المجاورة مباشرة للمعبد.
كُرس المعبد لثالوث طيبة، المكون من آمون رع وموت وخونسو، بالإضافة إلى ست، المعبود الرئيسي في المنطقة وذلك لتشجيع المزارعين على الاستقرار في المنطقة، إلى جانب أعمال الري والقرى والمزارع الرومانية المبنية من الطوب اللبن التي لا يزال من الممكن رؤيتها في المنطقة المحيطة بالمعبد.

## وصف المعبد
يمثل معبد دير الحجر أحد أكثر الآثار الرومانية اكتمالاً في واحة الداخلة، على الرغم من حجمه الصغير نسبياً (تبلغ أبعاده 7.3×16.2 م). ذكر أولاف كابر من مشروع واحة الداخلة أن المعبد المعزول والذي كان يوجد عادةً في وسط المجتمع، كان مُكرساً للاحتفال أكثر من العبادة.
تقع البوابة الرئيسية في الجانب الشرقي من جدار السياج، بينما توجد بوابة أخرى إلى الجنوب، هناك العديد من من النقوش والكتابات اليونانية التي كتبها الرحالة الأوائل الذين أرادوا تسجيل زياراتهم إلى هذا المكان المقدس على جدار باحة المعبد. حيث بدأ المسافرون بزيارة دير الحجر خلال القرن التاسع عشر، وترك الكثير منهم أسمائهم محفورة عالياً على أعمدة وجدران الرواق، مما يشير إلى مستوى ارتفاع الرمال في ذلك الوقت. نقش أعضاء بعثة رولفس أسمائهم أيضاً على أحد الأعمدة في 1874 وفي نفس العام أُزيلت الرمال من الحرم.
وصف أرشيبالد إدمونستون [الإنجليزية] المعبد في 1822، حينها كان سقف المجمع لا يزال سليماً وكان هناك ثلاثة من أعمدة الواجهة لا تزال قائمة. وضع جون غاردنر ويلكنسون مُخططاً لمجمع المعبد في 1825. ونشر هربرت وينلوك [الإنجليزية] أول وصف شامل للمعبد في 1908 وخلال الستينيات، قام أحمد فخري بالتنقيب أمام الرواق.

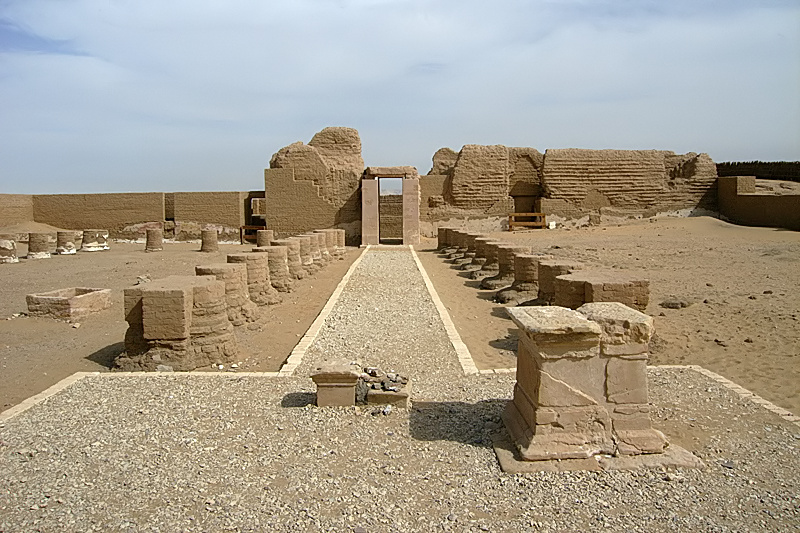
مدخل المعبد
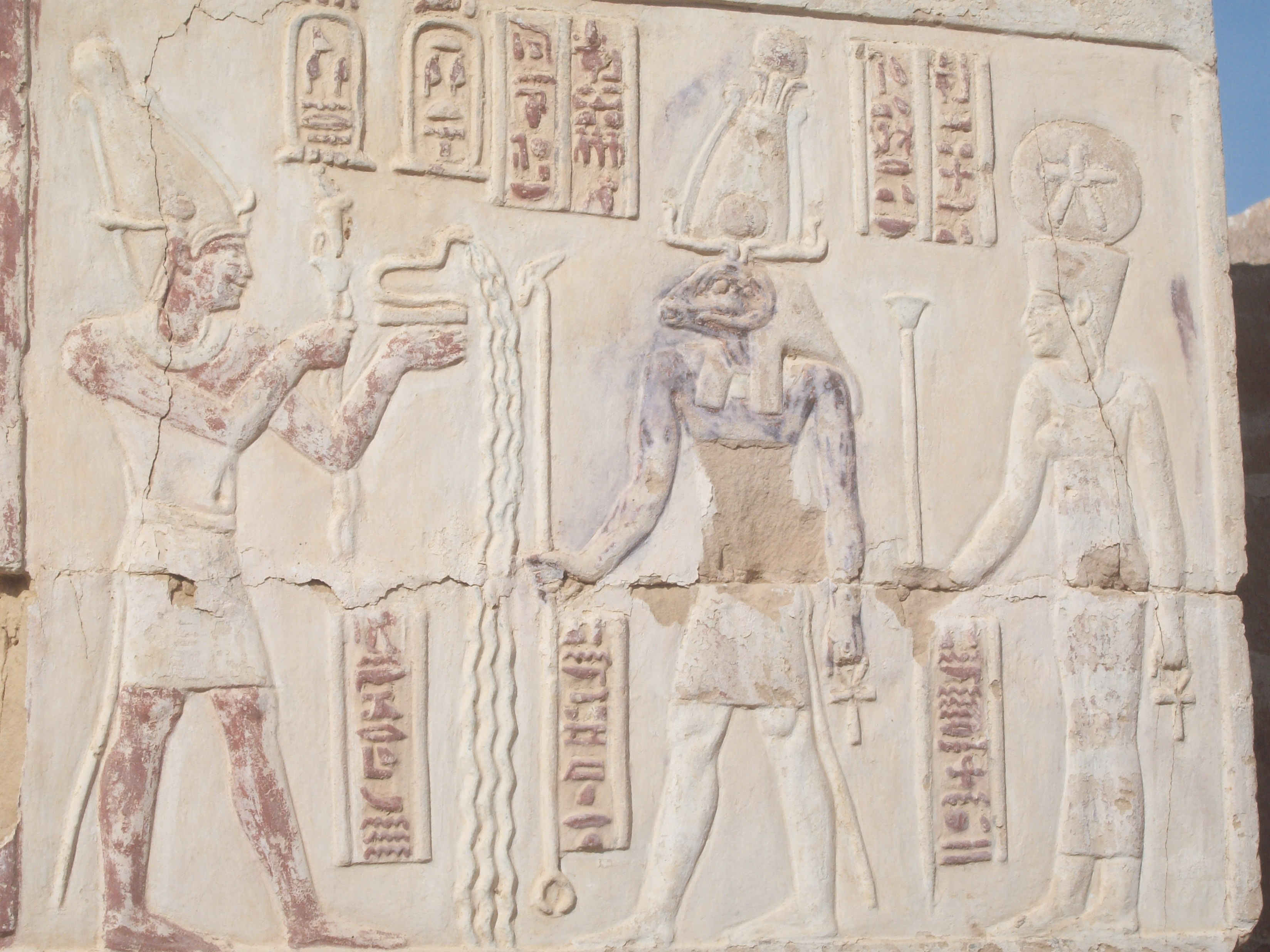
نقش ملون يصور تيتوس قيصر يقدم قرباناً لخنوم وست
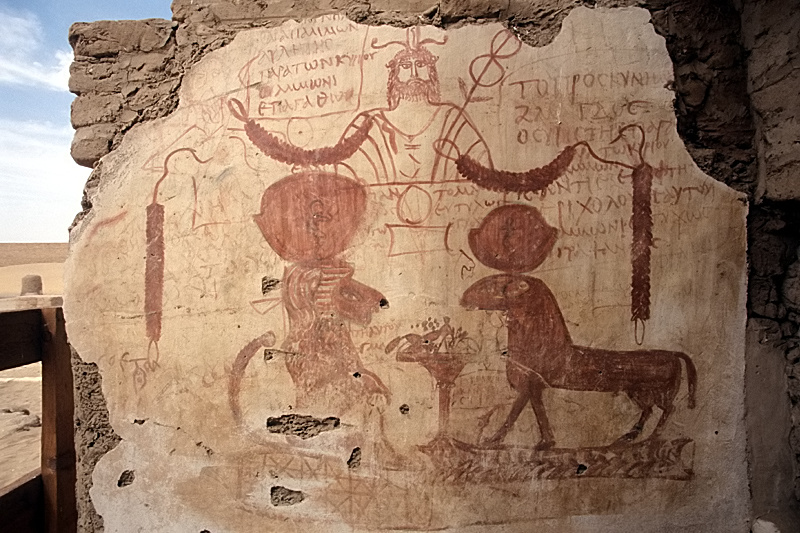
نقش لسرابامون مع كبش وبابون
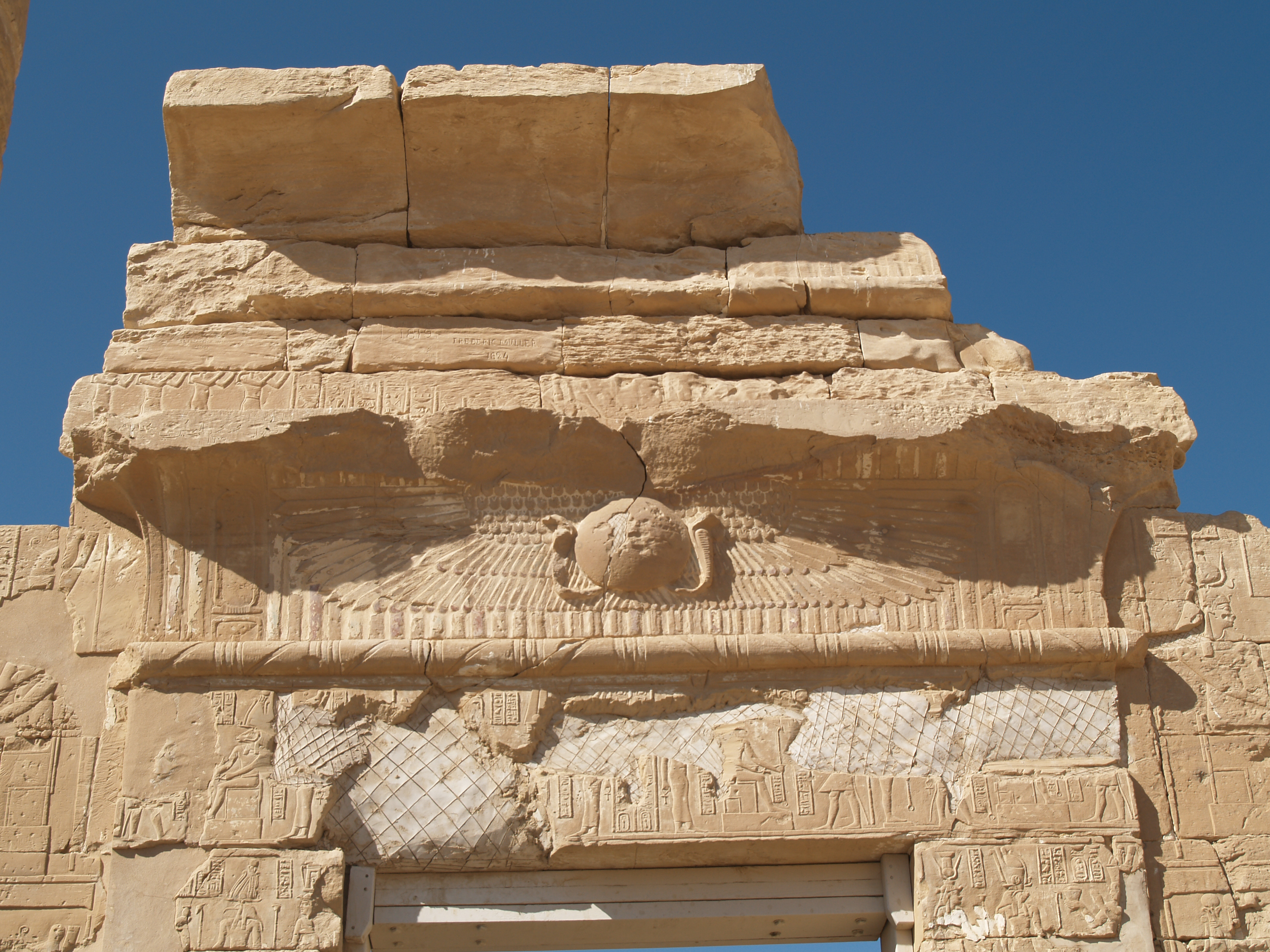
تفاصيل المدخل

## بعثة رولفس إلى دير الحجر
استهلت بعثة رولفس أعمال التنقيب في الموقع في 1874. أجرى فيليب ريميليه [الإنجليزية] أعمال تنقيب واسعة النطاق نيابة عن غيرهارد رولفس وقد وُثقت الحفريات بالصور. رفعت حجارة سقف قاعة الأضاحي الكبيرة المدعمة، والتي تحطم اثنان منها. اتضح أن واجهة البوابة في الجدار الغربي مزخرفة ومحفوظة جيداً، كما كُشف عن عمودين وعثر بداخلهما على بقايا من خشب السنط وشظايا من التيجان. احتوى حرم المعبد على نقوش ذات صور فلكية وعثر أيضاً على بقايا خشب وبعض قصاصات القطن الخام. كما عُثر على دعامة قارب، ويمكن رؤيتها من الصورة. أعيد اكتشاف هذه القاعدة خلال أعمال الترميم في 1993. يصف ريميليه أن الأجزاء السفلية من جدران الهيكل كانت سوداء وأن الأرضية كانت مغطاة بطبقة صلبة تشبه «الخث». فُسر ذلك على أنه بقايا أنابيب من سائل غير معروف خلال عمليات التنقيب الأخيرة في الموقع.
قدر ريميليه أن المعبد قد دمر على الأرجح بسبب الزلازل بعد فترة طويلة من هجره، نظراً لأن حجارة العقد سقطت على طبقة عالية من الرمال. أكدت الحفريات الأخيرة هذا الافتراض.
التقط ريميليه مجموعة صور للموقع بعد الكشف عن المعبد ونشر نتائجه في نفس العام. وصف رولفس أيضاً نتائج الحفريات معتمداً على تقرير ريميليه.